# Wolna sobota (film)
Wolna sobota – polska komedia telewizyjna z 1977 roku w reżyserii Leszka Staronia.
Podczas kręcenia filmu w maju 1977 ekipa realizacyjna, w tym aktor Wojciech Siemion, zgłosiła się do Czynu Partyjnego w Lutowiskach.

## Fabuła
Film został zrealizowany w realistycznych plenerach polskich Bieszczadów. Akcja przeplata się ze wspomnieniami głównego bohatera Gawełka (woźnicy parku konnego), w rolę którego wcielił się Wojciech Siemion, z jednego dnia tygodnia, dokładnie wolnej soboty, a przesłuchiwaniem Gawełka przez prokuratora w związku z pobiciem przypadkowego turysty. Gawełek zaczyna więc prokuratorowi opowiadać wszystko od początku, czyli o tym, jak musiał pojechać do miasta po prelegenta, który jeździł po wsiach z wykładami o pochodzeniu człowieka, i co przytrafiło mu się podczas podróży.

## Obsada
- Wojciech Siemion – woźnica Mieczysław Gawełek
- Mieczysław Górkiewicz – turysta (dubbing: Bronisław Pawlik)
- Zdzisław Wardejn – prokurator
- Grzegorz Warchoł – brygadzista Jan Borusiak
- Ryszard Kotys – kierowca ciężarówki
- Krzysztof Litwin – sierżant MO
- Maria Kaniewska – zootechnik
- Bogusław Stokowski – Mroszczak
- Jerzy Łapiński – magister Bukała
- Zbigniew Bednarczyk